# Potęgowanie

Potęgowanie przy różnych podstawach. Kolorem zielonym oznaczono potęgowanie przy podstawie 10, kolorem czerwonym przy podstawie logarytmu naturalnego, a niebieskim przy podstawie 1,7

Potęgowanie – typ funkcji dwóch zmiennych, różnie definiowanych w różnych kontekstach; w najprostszych przypadkach – kiedy drugim argumentem tej funkcji jest liczba naturalna – potęgowanie to wielokrotne mnożenie elementu przez siebie. Podstawowe pojęcia związane z tą operacją to:
- podstawa potęgi – potęgowany element;
- wykładnik – drugi argument, w najprostszym przypadku równy liczbie czynników w mnożeniu;
- potęga elementu – wynik potęgowania;
- kwadrat – druga potęga;
- sześcian – trzecia potęga.

Potęgę zwykle zapisuje się, pisząc wykładnik po prawej stronie podstawy w indeksie górnym; przykładowo jeśli podstawą jest liczba 3, a wykładnikiem – liczba 4, to pisze się:
{\displaystyle 3^{4}:=3\cdot 3\cdot 3\cdot 3=81}.
Nazwy drugiej i trzeciej potęgi nawiązują do geometrii, gdyż pole powierzchni kwadratu o boku długości {\displaystyle a} wynosi {\displaystyle a^{2}}, a objętość sześcianu o tym samym boku jest równa {\displaystyle a^{3}}.
Dziedziną potęgowania mogą być rozmaite zbiory oraz inne klasy:
- podstawą potęgi może być element dowolnej klasy, w której określono mnożenie: liczba rzeczywista, jej uogólnienie jak liczba zespolona lub hiperzespolona, liczba kardynalna, porządkowa czy funkcja o wartościach w podanych zbiorach. W podstawie może się też znajdować macierz kwadratowa lub dowolny zbiór, ponieważ pewne działania na tych obiektach – niezwiązane wprost z arytmetyką – nazywa się odpowiednio mnożeniem macierzy oraz iloczynem kartezjańskim;
- wykładniki potęgi są już bardziej ograniczone; zawsze może nim być dodatnia liczba naturalna, a przy pewnych podstawach mogą nimi być także dowolne liczby rzeczywiste, liczby zespolone oraz kardynalne. W wykładniku może też pojawić się macierz kwadratowa (por. eksponenta macierzy) lub dowolny zbiór.

Jeśli klasy obu argumentów pokrywają się, to potęgowanie może być ściśle rozumianym działaniem dwuargumentowym, np. na zbiorze dodatnich liczb naturalnych. W tym ostatnim wypadku potęgowanie bywa uznawane za piąte działanie arytmetyczne i włączane w zakres arytmetyki elementarnej.
Za pomocą potęgowania definiuje się inne funkcje jak pierwiastkowanie, logarytmy, wielomiany, tetracja i inne działania, które opisuje notacja strzałkowa. Między innymi przez to potęgowanie jest używane w różnych działach matematyki jak teoria liczb, kombinatoryka, algebra, geometria – zwłaszcza analityczna i algebraiczna – oraz analiza i teoria mnogości.

## Etymologia
Termin „wykładnik” (ang. exponent) wywodzi się z łacińskiego „exponentem”, czasownika w formie imiesłowu teraźniejszego, od „exponere”, co oznacza „wystawiać”. Termin „potęga” (łac. potentia, potestas, dignitas. ang. power) to błędne tłumaczenie starogreckiego słowa δύναμις (dúnamis, tutaj: „wzmacnianie”), używanego przez greckiego matematyka Euklidesa do kwadratu linii, naśladując Hipokratesa z Chios.

## Definicje dla różnych przypadków

### Wykładnik naturalny
Niech {\displaystyle a\in \mathbb {R} } oraz {\displaystyle n\in \mathbb {N} }. Potęgę {\displaystyle a^{n}} definiuje się jako pomnożenie n takich samych elementów {\displaystyle a} przez siebie, czyli
{\displaystyle a^{n}=\underbrace {a\cdot a\cdots a} _{n}}
i czyta się go „{\displaystyle a} podniesione do {\displaystyle n}-tej potęgi”, „{\displaystyle a} do {\displaystyle n}-tej potęgi” lub nawet „{\displaystyle a} do {\displaystyle n}-tej”. W szczególności
|  |  | {\displaystyle a^{1}=a}. |  | (1) |

Dodatkowo przyjmuje się
|  |  | {\displaystyle a^{0}=1}. |  | (3) |

Z definicji potęgi wynika, iż {\displaystyle 0^{n}=0} oraz {\displaystyle 1^{n}=1} dla dowolnego {\displaystyle n\in \mathbb {N} _{+}}.
Z definicji wynika też {\displaystyle 0^{0}=1}, chociaż w niektórych działach matematyki wyrażenie {\displaystyle 0^{0}} jest traktowane jako niejednoznaczne (patrz oddzielna sekcja).
Potęgę naturalną można zdefiniować indukcyjnie
{\displaystyle a^{n}={\begin{cases}1&{\mbox{ dla }}n=0\\[2pt]a^{n-1}\cdot a&{\mbox{ dla }}n\geqslant 1\end{cases}}}
Definicję tę można wprowadzić w dowolnym monoidzie z mnożeniem {\displaystyle \cdot }; może to być mnożenie liczb całkowitych, wymiernych, rzeczywistych czy zespolonych, może to być składanie funkcji określonych na zbiorze.
Dla dowolnych {\displaystyle m,n\in \mathbb {N} } zachodzą własności:
- |  |  | {\displaystyle a^{m+n}=a^{m}\cdot a^{n}} |  | (2) |
Dowód:

{\displaystyle a^{m}\cdot a^{n}=\overbrace {\underbrace {a\cdot a\cdots a} _{m}\cdot \underbrace {a\cdot a\cdots a} _{n}} ^{m+n}}
- {\displaystyle (a^{m})^{n}=a^{m\cdot n}}

Dowód:

{\displaystyle (a^{m})^{n}=\overbrace {\underbrace {a\cdot a\cdots a} _{m}\cdot \underbrace {a\cdot a\cdots a} _{m}\cdots \underbrace {a\cdot a\cdots a} _{m}} ^{n}}

{\displaystyle a} jest tu powtórzone {\displaystyle m\cdot n} krotnie.

Ponadto dla grupy przemiennej:
- {\displaystyle (a\cdot b)^{m}=a^{m}\cdot b^{m}}

Dowód:

{\displaystyle (a\cdot b)^{m}=\underbrace {(a\cdot b)\cdot (a\cdot b)\cdots (a\cdot b)} _{m}=\underbrace {a\cdot a\cdots a} _{m}\cdot \underbrace {b\cdot b\cdots b} _{m}=a^{m}\cdot b^{m}}

Jest tak, ponieważ gdy zamienimy mnożone liczby miejscami, to wynik się nie zmieni.

### Wykładnik całkowity
Niech {\displaystyle a\in \mathbb {R} ,a\neq 0}. Definicję potęgowania można rozszerzyć na wykładniki całkowite:
niech {\displaystyle n\in \mathbb {Z} }, wówczas
{\displaystyle a^{n}={\begin{cases}a^{n}&{\mbox{ dla }}n\geqslant 0\\[2pt]{\frac {1}{a^{-n}}}&{\mbox{ dla }}n<0\end{cases}}}
Z definicji wynika, że dla {\displaystyle n\in \mathbb {N} } zachodzi:
{\displaystyle a^{-n}={\frac {1}{a^{n}}}}
w szczególności
{\displaystyle a^{-1}={\frac {1}{a}}}.
Definicję można wprowadzić w dowolnej grupie, tzn. od elementu {\displaystyle a} wymaga się, aby był elementem odwracalnym.
Dla {\displaystyle m,n\in \mathbb {Z} } zachodzą własności:
{\displaystyle a^{m+n}=a^{m}\cdot a^{n}},

|  |  | {\displaystyle (a^{m})^{n}=a^{m\cdot n}}. |  | (4) |

Ponadto dla grupy przemiennej
{\displaystyle (a\cdot b)^{m}=a^{m}\cdot b^{m}},
{\displaystyle \left({\frac {a}{b}}\right)^{m}={\frac {a^{m}}{b^{m}}},\qquad {}} gdzie {\displaystyle {\frac {x}{y}}} oznacza zdefiniowane w grupie dzielenie {\displaystyle x\cdot y^{-1}}.

### Wykładnik wymierny
Niech {\displaystyle a\in \mathbb {R} ,a>0}. Definicję potęgowania można rozszerzyć na wykładniki wymierne.
Niech {\displaystyle w\in \mathbb {Q} } oraz {\displaystyle w={\frac {m}{n}},\;m\in \mathbb {Z} ,n\in \mathbb {N} _{+}} i przyjmując {\displaystyle {\sqrt[{1}]{a}}=a}:
|  |  | {\displaystyle a^{w}=a^{\frac {m}{n}}={\sqrt[{n}]{a^{m}}}} |  | (6) |

Dowód:
{\displaystyle ({\sqrt[{n}]{a^{m}}})^{n}=a^{m}} ponieważ {\displaystyle {\sqrt[{n}]{a^{m}}}} to liczba która z definicji podniesiona do n-tej daje {\displaystyle a^{m}}. Natomiast {\displaystyle a(^{\frac {m}{n}})^{n}=a^{m}} (patrz początek artykułu o potędze naturalnej: wynika z tego, że lewe strony obu równań są sobie równe, ponieważ podniesione do tej samej potęgi muszą dawać taki sam wynik).
W szczególności
{\displaystyle a^{\frac {1}{n}}={\sqrt[{n}]{a}}}
W powyższych definicjach {\displaystyle {\sqrt[{n}]{c}}} oznacza arytmetyczny pierwiastek z liczby dodatniej {\displaystyle c}. Definicja jest poprawna i jednoznacznie określa potęgę, bowiem istnieje dokładnie jedno rozwiązanie rzeczywiste dodatnie równania {\displaystyle x^{n}=c}.
Dla {\displaystyle m,n\in \mathbb {Q} ,\;a,b>0} zachodzą własności:
{\displaystyle a^{m+n}=a^{m}\cdot a^{n}},
{\displaystyle (a^{m})^{n}=a^{m\cdot n}},
{\displaystyle (a\cdot b)^{m}=a^{m}\cdot b^{m}},
{\displaystyle \left({\frac {a}{b}}\right)^{m}={\frac {a^{m}}{b^{m}}}}.

### Wykładnik rzeczywisty
Dla wykładników wymiernych potęgowanie można było traktować (o ile było wykonalne) jako złożenie potęgowania naturalnego (wielokrotne mnożenie), potęgi o wykładniku -1 (odwracania elementu) i odwrotności potęgi (pierwiastkowania). Definicja potęgowania dodatniej liczby rzeczywistej o wykładniku rzeczywistym jest nieco bardziej zawiła, gdyż liczba niewymierna nie może być uzyskana tą drogą.
Wystarczy jednak w niej uwzględnić, iż liczby rzeczywiste są możliwe do uzyskania jako granice ciągów liczb wymiernych (tzw. ciągi Cauchy’ego). Na podstawie powyższych rozważań zdefiniowana jest potęga {\displaystyle x^{y}} dla nieujemnych {\displaystyle x\in \mathbb {R} ,} oraz {\displaystyle y\in \mathbb {Q} .} Jeżeli {\displaystyle y} jest liczbą niewymierną, tzn. {\displaystyle y\in \mathbb {R} \setminus \mathbb {Q} ,} to wystarczy skonstruować ciąg liczb wymiernych {\displaystyle y_{1},y_{2},\dots } o granicy w {\displaystyle y} i przyjąć
{\displaystyle x^{y}=\lim _{n\to \infty }~x^{y_{n}}.}
Z własności granic tak określona potęga niewymierna istnieje i spełnia żądane wcześniej własności (1–6). Potęgę rzeczywistą można też równoważnie zdefiniować jako
{\displaystyle x^{y}=\sup\{x^{p}\colon p<y{\mbox{ i }}p\in \mathbb {Q} \}.}
W obu przypadkach korzysta się z ciągłości.

### Funkcja wykładnicza
Jeżeli {\displaystyle a>0,} to układ równań funkcyjnych (por. (1) i (2)):
{\displaystyle {\begin{cases}f_{a}(x+y)=f_{a}(x)\cdot f_{a}(y)\\f_{a}(1)=a\end{cases}}}
definiuje jedyną (wszędzie) ciągłą funkcję {\displaystyle f_{a}\colon \mathbb {R} \to \mathbb {R} ,} gdzie {\displaystyle a\in \mathbb {R} ,} dla której zachodzi
{\displaystyle f_{a}(x)=a^{x}.}
Funkcję {\displaystyle f_{a}} nazywa się funkcją wykładniczą o podstawie {\displaystyle a.} Z powodu dogodnych własności liczby {\displaystyle e} (podstawy logarytmu naturalnego) przyjęło się definiować funkcję wykładniczą o tej podstawie, a następnie, za pomocą logarytmu naturalnego, definiuje się potęgowanie nieujemnej liczby rzeczywistej o wykładniku rzeczywistym. Jest on o tyle wygodniejszy od poprzedniej definicji, iż łatwo uogólnia się na liczby zespolone, a nawet inne struktury (np. macierze kwadratowe, zob. dalej). Funkcja (elementarna) {\displaystyle \exp } może być zadana za pomocą szeregu potęgowego
{\displaystyle \exp(x)=\sum _{k=0}^{\infty }{\frac {x^{k}}{k!}},}
który jest zbieżny dla dowolnego {\displaystyle x\in \mathbb {R} } (a nawet {\displaystyle x\in \mathbb {C} }). Zachodzą własności (1–6), a w szczególności definiujące potęgę własności (2–3):
{\displaystyle \exp(x+y)=\exp(x)\cdot \exp(y)}
oraz
{\displaystyle \exp(0)=1.}
Dowodzi się również ciągłości i monotoniczności funkcji {\displaystyle \exp } oraz tego, iż
{\displaystyle \exp(1)=e.}
Mając daną funkcję wykładniczą, definiuje się funkcję logarytmu naturalnego {\displaystyle \ln(x),} będącą przypadkiem szczególnym funkcji logarytmicznej, jako funkcją odwrotną do {\displaystyle \exp(x)} dla {\displaystyle x\in \mathbb {R} } (stąd również i ona jest ciągła oraz monotoniczna). Następnie definiuje się potęgę wzorem
{\displaystyle x^{y}=\exp(y\ln(x)),}
który czyni zadość wymaganym własnościom potęgi i jest dobrze określony dla {\displaystyle x>0} oraz {\displaystyle y\in \mathbb {R} .}

### Ujemna podstawa
Równanie {\displaystyle x^{n}=a} nie ma rozwiązań rzeczywistych dla {\displaystyle a<0} oraz parzystego {\displaystyle n,} choć ma jedno dla {\displaystyle n} nieparzystego. W oparciu o ten fakt często rozszerza się definicję pierwiastka (potęgi o wykładniku wymiernym) w następujący sposób: potęga ujemnej liczby rzeczywistej o wykładniku całkowitym jest liczbą rzeczywistą, potęgi o wykładnikach wymiernych, których mianownik jest liczbą nieparzystą, określa się za pomocą pierwiastków. Zasadniczym problemem jest fakt, iż nie istnieje liczba rzeczywista {\displaystyle x} będąca rozwiązaniem równania {\displaystyle x^{2}=-1,} dlatego definicja potęgi dla wykładnika będącego liczbą parzystą (licznik i mianownik są względnie pierwsze) wymaga użycia jednostki urojonej {\displaystyle i} będącej jednym z rozwiązań wspomnianego równania.
Metoda korzystająca z logarytmów zawodzi, ponieważ {\displaystyle e^{x}>0} dla dowolnej {\displaystyle x\in \mathbb {R} ,} stąd dla {\displaystyle a\leqslant 0} liczba {\displaystyle \ln y} nie jest rzeczywista (z drugiej strony można zdefiniować potęgi zespolone liczb ujemnych, wybierając logarytm zespolony z {\displaystyle y.}
Do określenia potęgi ujemnej liczby rzeczywistej nie można również skorzystać z metody wykładnika wymiernego, gdyż opiera się ona na ciągłości. Funkcja {\displaystyle f(x)=a^{x}} ma dokładnie jedno rozszerzenie ciągłe z liczb wymiernych w liczby rzeczywiste dla dowolnego {\displaystyle a>0,} lecz okazuje się, że jeżeli {\displaystyle a<0,} to funkcja {\displaystyle f} nie jest ciągła nawet w zbiorze liczb wymiernych, w którym została określona.
Na przykład jeśli {\displaystyle a=-1,} to pierwiastkiem {\displaystyle n}-tego stopnia z {\displaystyle -1} dla każdej nieparzystej liczby naturalnej {\displaystyle n>0} jest {\displaystyle -1.} Niech {\displaystyle n} będzie nieparzystą dodatnią liczbą całkowitą, wówczas {\displaystyle (-1)^{m/n}=-1} dla {\displaystyle m} nieparzystych i {\displaystyle (-1)^{m/n}=1} dla {\displaystyle m} parzystych. Stąd zbiór liczb wymiernych {\displaystyle q,} dla których {\displaystyle (-1)^{q}=1} jest gęsty w zbiorze liczb wymiernych, podobnie zbiór tych {\displaystyle q,} dla których {\displaystyle (-1)^{q}=-1,} co oznacza, że funkcja {\displaystyle (-1)^{q}} jest nieciągła w dowolnym punkcie {\displaystyle q} należącym do zbioru liczb wymiernych, w którym została zdefiniowana.

## Liczby zespolone

### Wykładnik zespolony

Funkcja wykładnicza może być zdefiniowana jako granica ciągu dla dążącego do nieskończoności, stąd jest granicą ciągu W animacji przedstawiono zwiększające się w zakresie od 1 do 100 wartości Wartość jest przedstawiona jako wynik kolejnych mnożeń na płaszczyźnie zespolonej, gdzie ostatni punkt jest właściwą wartością tego ciągu. Można zaobserwować, że ciąg dąży do −1 wraz ze wzrostem Stąd równanie to znane jest jako tożsamość Eulera.

Kluczem do zrozumienia {\displaystyle \exp(ix)} dla rzeczywistych wartości {\displaystyle x} jest interpretacja geometryczna działań na liczbach zespolonych oraz definicja potęg liczby {\displaystyle e,} czyli funkcji wykładniczej {\displaystyle \exp .} Niech dany będzie na płaszczyźnie zespolonej trójkąt prostokątny o wierzchołkach {\displaystyle (0,1,1+{\tfrac {ix}{n}}).} Dla dużych wartości {\displaystyle n} jest nieomalże wycinkiem kołowym o rozwartości kąta środkowego równej {\displaystyle {\tfrac {x}{n}}} radianów. Trójkąty {\displaystyle (0,(1+{\tfrac {ix}{n}})^{k},(1+{\tfrac {ix}{n}})^{k+1})} są podobne dla wszystkich {\displaystyle k.} Stąd dla dużych {\displaystyle n} punkt graniczny ciągu {\displaystyle (1+{\tfrac {ix}{n}})^{n}} jest punktem okręgu jednostkowego, którego kąt liczony od dodatniej osi rzeczywistej wynosi {\displaystyle x} radianów. Współrzędnymi biegunowymi (postacią trygonometryczną) tego punktu są {\displaystyle 1=(r,\theta )=(1,x),} a współrzędnymi prostokątnymi (postacią algebraiczną) para {\displaystyle (\cos x,\sin x).} W ten sposób {\displaystyle 1=e^{ix}=\cos x+i\sin x.} Zależność ta nazywana jest wzorem Eulera i łączy ona algebrę z trygonometrią poprzez liczby zespolone.
Rozwiązaniem równania {\displaystyle e^{z}=1} są całkowite wielokrotności {\displaystyle 2\pi i{:}}
{\displaystyle \{z\colon e^{z}=1\}=\{2k\pi i\colon k\in \mathbb {Z} \}.}
Ogólniej, jeśli {\displaystyle e^{b}=a,} to każde rozwiązanie {\displaystyle e^{z}=a} może być uzyskane przez dodanie całkowitej wielokrotności {\displaystyle 2\pi i} do {\displaystyle b{:}}
{\displaystyle \{z\colon e^{z}=a\}=\{b+2k\pi i\colon k\in \mathbb {Z} \}.}
Zespolona funkcja wykładnicza jest zatem funkcją okresową o okresie głównym {\displaystyle 2\pi i.}
Ostatecznie:
{\displaystyle e^{\pi i}=-1,}
{\displaystyle e^{x+iy}=e^{x}(\cos y+i\sin y).}
Ze wzoru Eulera wynika też, że funkcje trygonometryczne sinusa i cosinusa spełniają zależności:
{\displaystyle \cos(z)={\frac {e^{iz}+e^{-iz}}{2}},\qquad \sin(z)={\frac {e^{iz}-e^{-iz}}{2i}}.}
Przed odkryciem liczb zespolonych funkcje sinusa i cosinusa definiowano geometrycznie, powyższe wzory upraszczają skomplikowane wzory na sumę kątów funkcji trygonometrycznych do prostego wzoru na potęgowanie:
{\displaystyle e^{i(x+y)}=e^{ix}e^{iy}.}
W ten sposób potęgowanie wykładników zespolonych sprowadza wiele problemów trygonometrycznych do zagadnień algebraicznych.
Potęgę {\displaystyle e^{x+iy}} oblicza się jako {\displaystyle e^{x}e^{iy},} gdzie czynnik rzeczywisty {\displaystyle e^{x}} jest modułem, zaś {\displaystyle e^{iy}} to kierunek (wraz ze zwrotem, {\displaystyle y} nazywany jest argumentem) liczby {\displaystyle e^{x+iy}.}

### Potęga zespolona
Jeżeli {\displaystyle a} jest dodatnią liczbą rzeczywistą, a {\displaystyle z} dowolną liczbą zespoloną, to potęgę {\displaystyle a^{z}} definiuje się wzorem
{\displaystyle a^{z}=e^{z\ln a},}
gdzie {\displaystyle x=\ln a} jest jedynym rozwiązaniem rzeczywistym równania {\displaystyle e^{x}=a.}
Jeżeli {\displaystyle a} jest liczbą zespoloną, to napotyka się pewne trudności: definiuje się albo funkcje nieciągłe, albo wielowartościowe. W dziedzinie zespolonej {\displaystyle \ln(x)} jest funkcją wielowartościową, a różnica między jej wartościami wynosi {\displaystyle 2k\pi i} dla {\displaystyle k\in \mathbb {Z} ,} to i funkcja wykładnicza jest określona niejednoznacznie, miewając nieskończoną liczbę wartości.
Niech {\displaystyle z=\mathrm {Ln} (x)} będzie dowolnie wybraną gałęzią logarytmu {\displaystyle x,} wówczas:
{\displaystyle x^{y}=e^{y(z+2k\pi i)}=e^{yz}e^{y2k\pi i},}
czyli moduł {\displaystyle x^{y}} wynosi wtedy {\displaystyle \exp(y\mathrm {Ln} (x))\in \mathbb {R} ,} zaś jej argument przyjmuje dowolną z wartości {\displaystyle 2k\pi y.} Potęga będzie miała {\displaystyle n} wartości tylko wtedy, gdy {\displaystyle y=c/n,} gdzie {\displaystyle c} i {\displaystyle n} są względnie pierwsze). Jeżeli {\displaystyle y\in \mathbb {Z} ,} to wygodnie jest korzystać ze wzoru de Moivre’a.
Należy tylko pamiętać o dziedzinie potęgowania, przypadku szczególnym {\displaystyle 0^{0}} i o wieloznaczności potęgowania w liczbach zespolonych. Nieuwzględnienie tych warunków i branie pierwiastka arytmetycznego może doprowadzić do sprzeczności, np.
{\displaystyle ((-1)^{2})^{\tfrac {1}{2}}=1\neq -1=(-1)^{2\cdot {\tfrac {1}{2}}}.}

## Funkcja potęgowa
Funkcja wykładnicza zdefiniowana jest przez potęgowanie, gdzie zmienną jest wykładnik, a podstawa jest stałą. Sytuacja odwrotna, w której ustalony jest wykładnik, a podstawa jest zmienna, również jest funkcją potęgową, co można było zaobserwować wyżej (wzór (5)). Określenie funkcji pierwiastkowej, czyli funkcji potęgowej o wykładniku będącym odwrotnością niezerowej liczby całkowitej przebiega identycznie jak wyżej. Problemem znowu staje się zdefiniowanie funkcji o wykładniku niewymiernym, jednak pokonuje się ją analogicznie i dowodzi się wielu jej własności (ciągłość, monotoniczność na przedziałach).

## Własności
Potęgowanie nie jest działaniem przemiennym, np. {\displaystyle 8=2^{3}\neq 3^{2}=9.} Nie jest także łączne, np. {\displaystyle 2^{(3^{2})}=2^{9}=512,} lecz {\displaystyle {(2^{3})}^{2}=8^{2}=64.}
Złożone potęgowanie, zgodnie z regułami kolejności wykonywania działań, traktuje się jako prawostronnie łączne, np. {\displaystyle 2^{3^{2}}=2^{(3^{2})}.}
Istnienie dwóch funkcji zawierających potęgę jako argument i dwóch funkcji odwrotnych wynika właśnie z nieprzemienności potęgowania. Zachodzą następujące wzory:
- {\displaystyle a^{r+s}=a^{r}\cdot a^{s},}
- {\displaystyle (a^{r})^{s}=a^{r\cdot s}.}

Jeżeli mnożenie jest przemienne, to zachodzi również
- {\displaystyle (a\cdot b)^{r}=a^{r}\cdot b^{r}.}

Jeżeli {\displaystyle a^{s}} jest elementem odwracalnym, to
- {\displaystyle a^{r-s}={\frac {a^{r}}{a^{s}}}.}

Dla {\displaystyle r=0} powyższy wzór oznacza:
- {\displaystyle a^{-s}={\frac {1}{a^{s}}}.}

Jeżeli tak {\displaystyle b,} jak i {\displaystyle b^{r}} są odwracalne, to
- {\displaystyle \left({\frac {a}{b}}\right)^{r}={\frac {a^{r}}{b^{r}}}.}

| Podstawa                    | Wykładnik                                 | Potęga                                   |
| --------------------------- | ----------------------------------------- | ---------------------------------------- |
| całkowita dodatnia          | całkowity nieujemny                       | całkowita dodatnia                       |
| całkowita                   | całkowity nieujemny                       | całkowita                                |
| wymierna dodatnia           | całkowity                                 | wymierna dodatnia                        |
| niewymierna dodatnia        | rzeczywisty                               | rzeczywista dodatnia                     |
| algebraiczna                | wymierny                                  | algebraiczna                             |
| algebraiczna różna od 0 i 1 | zespolony, który nie jest liczbą wymierną | przestępna                               |
| przestępna                  | wymierny różny od 0                       | przestępna                               |
| rzeczywista dodatnia        | rzeczywisty                               | rzeczywista dodatnia                     |
| rzeczywista ujemna          | rzeczywisty                               | zespolona                                |
| zespolona                   | całkowity                                 | zespolona (jednoznaczna)                 |
| zespolona                   | wymierny                                  | zespolona (skończenie wiele wartości)    |
| zespolona                   | zespolony niebędący liczbą wymierną       | zespolona (nieskończenie wiele wartości) |

## Zero do potęgi zerowej

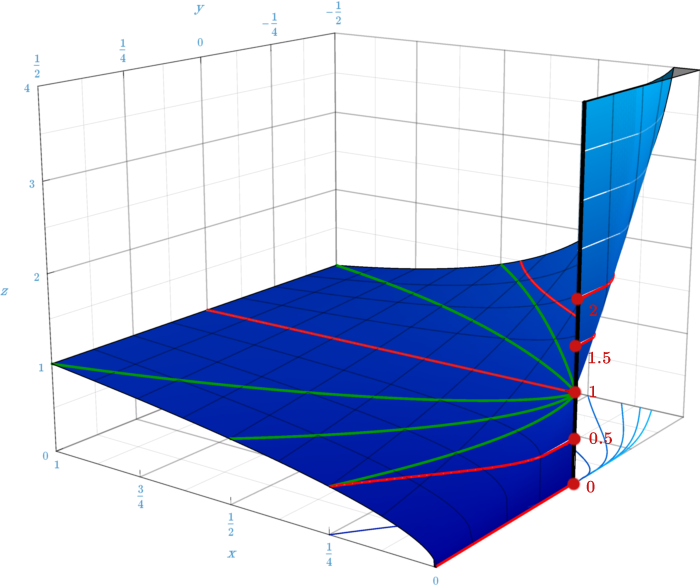
Wykres czerwone krzywe dają różne granice, gdy dąży do podczas gdy wszystkie zielone krzywe dają w granicy 1.

Większość autorów zgadza się z zamieszczonymi w poniższych listach stwierdzeniami dotyczącymi {\displaystyle 0^{0},} lecz dochodzą do różnych wniosków, czy definiować wyrażenie {\displaystyle 0^{0},} czy też nie (zob. następną podsekcję).
W większości przypadków, które nie wykorzystują ciągłości (na przykład ograniczając się wyłącznie do wykładników całkowitych) interpretowanie {\displaystyle 0^{0}} jako {\displaystyle 1} upraszcza wzory i eliminuje konieczność rozważania przypadków szczególnych w twierdzeniach (por. przypadki niżej, które wykorzystują ciągłość). Na przykład:
- postrzeganie {\displaystyle 0^{0}} jako iloczynu pustego zer sugeruje wartość równą {\displaystyle 1;}
- interpretacją kombinatoryczną {\displaystyle 0^{0}} jest liczba pustych krotek elementów zbioru pustego: istnieje dokładnie jedna pusta krotka;
- równoważnie interpretacją teoriomnogościową {\displaystyle 0^{0}} jest liczba funkcji ze zbioru pustego w zbiór pusty: istnieje dokładnie jedna taka funkcja – funkcja pusta[3];
- znacząco upraszcza teorię wielomianów i szeregów potęgowych dzięki temu, iż wyraz wolny może być zapisany jako {\displaystyle ax^{0}} dla dowolnego {\displaystyle x,} np.
  - wzór na współczynniki iloczynu wielomianów straciłby na prostocie, gdyby wyrazy wolne musiałyby być traktowane oddzielnie;
  - dla dzielników zera (elementów pierścieni spełniających {\displaystyle a,b\neq 0,} ale {\displaystyle ab=0}) z własności potęgowania otrzymuje się {\displaystyle 1=a^{0}b^{0}=(ab)^{0}=0^{0};}
  - tożsamości postaci {\displaystyle \textstyle {\tfrac {1}{1-x}}=\sum _{n=0}^{\infty }x^{n}} i {\displaystyle \textstyle e^{x}=\sum _{n=0}^{\infty }{\tfrac {x^{n}}{n!}}} nie są poprawne dla {\displaystyle x=0,} jeśli {\displaystyle 0^{0}\neq 1.}
  - twierdzenie o dwumianie {\displaystyle \textstyle (1+x)^{n}=\sum _{k=0}^{n}{\binom {n}{k}}x^{k}} nie jest poprawne dla {\displaystyle x=0,} jeżeli {\displaystyle 0^{0}\neq 1}[4];
- w rachunku różniczkowym wzór na różniczkę jednomianu {\displaystyle {\tfrac {\operatorname {d} }{\operatorname {d} x}}x^{n}=nx^{n-1}} nie jest poprawny dla {\displaystyle n=1} w punkcie {\displaystyle x=0,} gdy {\displaystyle 0^{0}\neq 1.}

Z drugiej strony {\displaystyle 0^{0}} musi być uważane za wyrażenie nieoznaczone w kontekstach, gdzie wykładnik zmienia się w sposób ciągły:
- jeżeli {\displaystyle f(t)} i {\displaystyle g(t)} są funkcjami o wartościach rzeczywistych zbiegającymi do {\displaystyle 0} (gdy {\displaystyle t} zbiega do liczby rzeczywistej bądź {\displaystyle \pm \infty }), gdzie {\displaystyle f(t)>0,} to funkcja {\displaystyle f(t)^{g(t)}} nie musi zbiegać do {\displaystyle 1.} Rzeczywiście, w zależności od {\displaystyle f} i {\displaystyle g} granica {\displaystyle f(t)^{g(t)}} może być dowolną nieujemną liczbą rzeczywistą bądź {\displaystyle +\infty } albo może być nieokreślona. Granice zawierające operacje algebraiczne mogą być często wyznaczone przez zamianę podwyrażeń ich granicami; jeśli wyrażenie wynikowe nie określa oryginalnej granicy, to wyrażenie nazywa się nieoznaczonym (ma postać nieoznaczoną)[5]

Przykładowo funkcje niżej są postaci {\displaystyle f(t)^{g(t)},} gdzie {\displaystyle f(t),g(t)\to 0} dla {\displaystyle t\to 0^{+}} (zob. granica jednostronna), ale ich granice nie są równe:
{\displaystyle \lim _{t\to 0^{+}}t^{t}=1,\quad \lim _{t\to 0^{+}}(e^{-1/t^{2}})^{t}=0,\quad \lim _{t\to 0^{+}}(e^{-1/t^{2}})^{-t}=+\infty ,\quad \lim _{t\to 0^{+}}(e^{-1/t})^{at}=e^{-a}.}
Tak więc {\displaystyle 0^{0}} jest wyrażeniem nieoznaczonym. Takie zachowanie pokazuje, że funkcja {\displaystyle x^{y}} dwóch zmiennych choć jest ciągłą na zbiorze {\displaystyle \{(x,y)\colon x>0\},} nie może być rozszerzona do funkcji ciągłej na dowolnym zbiorze zawierającym {\displaystyle (0,0),} nie ważne jak zdefiniuje się {\displaystyle 0^{0}}.
- Funkcja {\displaystyle z^{z}} jest określona dla niezerowych liczb zespolonych {\displaystyle z} przez wybranie gałęzi {\displaystyle \log z} i przyjęcie {\displaystyle z^{z}:=e^{z\log z},} ponieważ nie ma gałęzi {\displaystyle \log z} zdefiniowanej w {\displaystyle z=0,} tylko w otoczeniu zera[7]. Nie istnieje funkcja holomorficzna określona w otoczeniu zera, która byłaby zgodna z {\displaystyle z^{z}} dla wszystkich dodatnich liczb rzeczywistych {\displaystyle z.}

### Historia różnych punktów widzenia
Różni autorzy interpretują powyższą sytuację na różne sposoby:
- Niektórzy argumentują, że najlepsza wartość {\displaystyle 0^{0}} zależy od kontekstu, przez co zdefiniowanie jej raz na zawsze jest problematyczne[8]. Zgodnie z przekonaniami Bensona (1999), „The choice whether to define {\displaystyle 0^{0}} is based on convenience, not on correctness.”[9] (Wybór czy definiować {\displaystyle 0^{0}} jest podyktowany wygodą, a nie poprawnością).
- Inni twierdzą, że {\displaystyle 0^{0}} jest równe {\displaystyle 1.} Zgodnie ze s. 408 pracy Knutha (1992), „[it] has to be {\displaystyle 1}” (musi być równa {\displaystyle 1}), choć kontynuuje on: „Cauchy had good reason to consider {\displaystyle 0^{0}} as an undefined limiting form” (Cauchy miał dobry powód, by uważać {\displaystyle 0^{0}} za nieokreśloną postać graniczną) oraz „in this much stronger sense, the value of {\displaystyle 0^{0}} is less defined than, say, the value of {\displaystyle 0+0}” (w tym dużo silniejszym sensie wartość {\displaystyle 0^{0}} jest słabiej określona, niż powiedzmy wartość {\displaystyle 0+0}; wyróżnienia oryginalne)[10]

Debata trwa od przynajmniej początków XVII wieku. Wówczas większość matematyków zgadzała się z tym, że {\displaystyle 0^{0}=1,} jednak w 1821 Cauchy umieścił {\displaystyle 0^{0}} wraz z wyrażeniami postaci {\displaystyle {\tfrac {0}{0}}} w tablicy wyrażeń nieoznaczonych. W latach 30. XIX wieku Libri opublikował nieprzekonujący dowód, iż {\displaystyle 0^{0}=1,} w czym wsparł go Möbius błędnie twierdząc, że {\displaystyle \lim _{t\to 0^{+}}f(t)^{g(t)}=1,} jeżeli {\displaystyle \lim _{t\to 0^{+}}f(t)=\lim _{t\to 0^{+}}g(t)=0.} Komentator, który podpisał się wyłącznie literą „S” podał kontrprzykład {\displaystyle (e^{-1/t})^{t}} (który może być uzyskany z jednego z powyższych przykładów, przyjmując {\displaystyle a=1}), który uciszył na jakiś czas debatę z oczywistym wnioskiem, iż {\displaystyle 0^{0}} nie powinno być definiowane. Więcej szczegółów można znaleźć w pracy Knutha (1992).

### Języki programowania i kalkulatory
Wśród języków programowania komputerów, które przypisują {\displaystyle 0^{0}} wartość {\displaystyle 1}, można wymienić bc, Common Lisp, Haskell, J, Java, JavaScript, LISP, MATLAB, ML, Perl, PHP, Python, R, Ruby, Scheme czy SQL. W .NET Framework metoda System.Math.Pow traktuje {\displaystyle 0^{0}} jak {\displaystyle 1.}
Wśród aplikacji arkuszy kalkulacyjnych Microsoft Excel generuje błąd przy próbie wyznaczenia {\displaystyle 0^{0},} podczas gdy OpenOffice.org w wersji 3 zwraca {\displaystyle 1.} Google Docs Spreadsheet również zwraca {\displaystyle 1.}
Kalkulator systemu Microsoft Windows, Wyszukiwarka Google, Derive oraz PARI/GP obliczają {\displaystyle 0^{0}} równe {\displaystyle 1.}
Maple upraszcza {\displaystyle a^{0}} do {\displaystyle 1,} zaś {\displaystyle 0^{a}} do {\displaystyle 0} nawet, gdy nie nałożono żadnych ograniczeń na {\displaystyle a} (uproszczenia te są poprawne tylko dla {\displaystyle a\neq 0}), z kolei {\displaystyle 0^{0}} ma wartość {\displaystyle 1.}
Mathematica upraszcza {\displaystyle a^{0}} do {\displaystyle 1} nawet, gdy brak ograniczeń dla {\displaystyle a.} Nie upraszcza jednak {\displaystyle 0^{a}} i przyjmuje, iż {\displaystyle 0^{0}} jest symbolem nieoznaczonym.
Sage upraszcza {\displaystyle a^{0}} do {\displaystyle 1} nawet, jeżeli nie ograniczono w żaden sposób {\displaystyle a.} Nie upraszcza {\displaystyle 0^{a}} i przyjmuje, że {\displaystyle 0^{0}} ma wartość {\displaystyle 1.}
Kalkulatory TI-83 Plus i TI-84 zwracają błąd dziedziny (Domain Error) podczas rozwiązywania {\displaystyle 0^{0},} lecz TI-89 zwraca {\displaystyle 1.} TI-89 Titanium zwraca wartość undef.

## Notacja
Jak wspomniano na początku, potęgowanie zapisuje się zwykle, umieszczając wykładnik w indeksie górnym za podstawą, np. {\displaystyle x^{y}.} Gdy jednak ze względów technicznych nie można użyć indeksu górnego stosuje się często zapisy {\displaystyle x{\hat {\ }}y,} {\displaystyle x**y} lub {\displaystyle x\uparrow y.}
W przypadku, gdy podstawą potęgi jest liczba {\displaystyle e} (podstawa logarytmu naturalnego), to zamiast zapisu {\displaystyle e^{x}} stosuje się często zapis {\displaystyle \exp(x)} (pomijając niekiedy nawiasy), gdyż dla liczb rzeczywistych potęgi liczby {\displaystyle e} pokrywają się z wartościami funkcji {\displaystyle \exp .}

### Funkcje
Choć zapis {\displaystyle f^{n}(x)} dla {\displaystyle n\in \mathbb {N} } może oznaczać {\displaystyle (f(x))^{n},} czyli potęgę obrazu (patrz niżej), to jednak jeśli przeciwdziedzina funkcji zawiera się w jej dziedzinie, to zapis {\displaystyle f^{n}(x)} oznacza zwykle {\displaystyle n}-krotne złożenie funkcji samej ze sobą, czyli jej {\displaystyle n}-tą iterację, tzn.
{\displaystyle f^{3}=f\circ f\circ f}
lub dokładniej
{\displaystyle f^{3}(x)=f(f(f(x))).}
Wtedy w szczególności, {\displaystyle f^{-1}} oznacza funkcję odwrotną do funkcji {\displaystyle f,} oznaczeniem tym zapisuje się również przeciwobraz funkcji. Ujemny, różny od -1, indeks górny oznacza już zwykle potęgę obrazu.
W przypadku funkcji trygonometrycznych i hiperbolicznych przyjęła się konwencja według której {\displaystyle \sin ^{n}x} oznacza {\displaystyle (\sin x)^{n}} dla {\displaystyle n>0} oraz {\displaystyle \sin ^{-1}x=\arcsin x.} Podobna umowa obowiązuje w przypadku logarytmu: {\displaystyle \log ^{3}(x)=(\log x)^{3}.}
Z kolei podobny zapis {\displaystyle f^{(n)}(x)} oznacza najczęściej {\displaystyle n}-tą pochodną funkcji.

### Programowanie
Niżej znajdują się oznaczenia potęgowania stosowane w niektórych językach programowania:
- x ↑ y: Algol, Commodore BASIC
- x ^ y: BASIC, J, Matlab, Microsoft Excel, większość systemów Computer Algebra System (TeX, jak większość jego rozszerzeń, używa tego oznaczenia dla indeksu górnego {\displaystyle x^{y}})
- x ** y: Ada, Fortran, FoxPro, Perl, Python, Ruby, SAS
- x * y: APL
- Power(x, y): Microsoft Excel
- pow(x, y): C, C++, PHP
- Math.pow(x, y): Java, JavaScript, Modula-3
- Math.Pow(x, y): C#
- (expt x y): Common Lisp, Scheme
- GLib.Math.pow(x, y) (skracane do Math.pow(x, y)): Vala

Choć w języku (Turbo) Pascal nie ma standardowej funkcji potęgowania, można ją zdefiniować następująco:
```
function
 
power
(
x
,
 
y
 
:
 
real
)
 
:
 
real
;

begin

   
power
 
:=
 
exp
(
ln
(
abs
(
x
))
*
y
)
;

end
;

```

## Uogólnienia

### Macierze
Potęgę naturalną, a nawet całkowitą, łatwo zdefiniować dla macierzy kwadratowych, naśladując powyższe obserwacje: jest to wielokrotne mnożenie dla wykładników dodatnich i odwracanie dla wykładników ujemnych. Podniesienie dowolnej macierzy do potęgi zerowej to zgodnie z oczekiwaniami macierz jednostkowa.
Dla macierzy kwadratowych można określić funkcję {\displaystyle \exp } wzorem
{\displaystyle \exp \mathbf {A} =\sum _{k=0}^{\infty }{\frac {\mathbf {A} ^{k}}{k!}}.}
Tak jak dla liczby rzeczywistych czy zespolonych, szereg ten jest zawsze zbieżny. Obliczanie funkcji wykładniczej macierzy ma zastosowanie przy rozwiązywaniu równań różniczkowych liniowych.
Dla macierzy diagonalnych wystarczy obliczyć wartości {\displaystyle \exp x} na przekątnej: jeżeli
{\displaystyle \mathbf {A} ={\begin{bmatrix}a_{1}&0&\ldots &0\\0&a_{2}&\ldots &0\\\vdots &\vdots &\ddots &\vdots \\0&0&\ldots &a_{n}\end{bmatrix}},}
to
{\displaystyle \exp \mathbf {A} ={\begin{bmatrix}e^{a_{1}}&0&\ldots &0\\0&e^{a_{2}}&\ldots &0\\\vdots &\vdots &\ddots &\vdots \\0&0&\ldots &e^{a_{n}}\end{bmatrix}}.}
Jeżeli {\displaystyle \mathbf {A} =\mathbf {UDU} ^{-1}} i {\displaystyle \mathbf {D} } jest diagonalna, to:
{\displaystyle \exp \mathbf {A} =\mathbf {U} \exp(\mathbf {D} )\mathbf {U} ^{-1}}
Dla macierzy nilpotentnej {\displaystyle \mathbf {N} } wartość {\displaystyle \exp \mathbf {N} } można obliczyć bezpośrednio z rozwinięcia na szereg potęgowy, gdyż zawiera on tylko skończenie wiele wyrazów:
{\displaystyle \exp \mathbf {N} =\mathbf {I} +\mathbf {N} +{\tfrac {1}{2!}}\mathbf {N} ^{2}+{\tfrac {1}{3!}}\mathbf {N} ^{3}+\ldots +{\tfrac {1}{(q-1)!}}\mathbf {N} ^{q-1},}
jeśli {\displaystyle \forall _{k\geqslant q}\;\mathbf {N} ^{k}=\mathbf {0} .}

### Zbiory i liczby kardynalne
Zapis {\displaystyle A^{n},} gdzie {\displaystyle A} jest zbiorem, a {\displaystyle n} liczbą naturalną oznacza najczęściej {\displaystyle n}-krotny iloczyn kartezjański zbioru {\displaystyle A.}
Zapis {\displaystyle A^{B},} gdzie {\displaystyle A} i {\displaystyle B} są zbiorami, oznacza zbiór wszystkich funkcji {\displaystyle f} o dziedzinie {\displaystyle B} i przeciwdziedzinie {\displaystyle A.} Zastępując zbiory ich mocami, otrzymuje się definicje potęgowania liczb kardynalnych.

## Zastosowania
Potęgi liczby 10 to liczby kończące się pewną liczbą zer. Dla skrócenia ich zapisu stosuje się tzw. przedrostki układu SI, w szczególności w notacji naukowej do zapisywania wielkich liczb i wielkości fizycznych.
Z racji konstrukcji współczesnych komputerów w informatyce często spotyka się potęgi liczby 2. Na przykład {\displaystyle 2^{n}} jest liczbą możliwych wartości zmiennej składającej się z {\displaystyle n} bitów (każdy bit może mieć wartość 0 lub 1, razem jest ich {\displaystyle n}). Z tego powodu zwykle operuje się też wielokrotnościami liczby 2 (bądź jej pewnej potęgi). Osiem bitów tworzy oktet (lub bajt), szesnaście – słowo. Większe wartości również są wielokrotnościami liczby 2, nie zaś 10, jak wskazywałyby ich nazwy, np. kilobajt to 1024, a nie 1000 bajtów (Dla odróżnienia tych wielkości opracowano tzw. przedrostki dwójkowe).
Funkcji wykładnicza {\displaystyle \exp ,} czyli funkcja wykładnicza o podstawie {\displaystyle e,} jest szeroko stosowana w matematyce, pojawiając się szczególnie często w analizie matematycznej czy rachunku prawdopodobieństwa.
Potęgowanie modulo jest używane w kryptografii, np. w algorytmie RSA.

## Algorytmika
Złożoność obliczeniowa naiwnego algorytmu potęgowania (zob. wzór po (2)) wynosi {\displaystyle \operatorname {O} (n)}. Istnieje znacznie szybszy algorytm, nazywany algorytmem szybkiego potęgowania, korzystający z metody dziel i zwyciężaj, którego złożoność obliczeniowa jest rzędu {\displaystyle \operatorname {O} (\log n)}.

## Historia
Współczesny symbol potęgowania został wprowadzony przez Kartezjusza w dziele Geometria. Oprócz współczesnej notacji Kartezjusz używał także zapisu wykładnika dokładnie nad wyrażeniem, które podnosił do potęgi.
Dawniej stosowano nazwy potęg oparte na kwadracie i sześcianie:
| Potęga | Nazwa arabska                 | Nazwa Diofantosa      |
| ------ | ----------------------------- | --------------------- |
| a      | Radix (pierwiastek)           | Latus (flanka)/Radix  |
| a2     | Quadratum (kwadrat)           | Quadratum             |
| a3     | Cubus (sześcian)              | Cubus                 |
| a4     | Quadratoquadratum/Biquadratum | Quadratoquadratum     |
| a5     | Surdesolidum (głucha bryła)   | Quadratocubus         |
| a6     | Quadratum cubi                | Cubobubus             |
| a7     | Surdesolidum secundum         | Quadratoquadratocubus |
| a8     | Quadrati quadrati quadratum   | Quadratocubocubus     |
| a9     | Cubus cubi                    | Cubocubocubus         |
| a10    | Quadratum surdesolidi         |                       |
| a11    | Surdesolidum tertium          |                       |